# Hopkinsville
Hopkinsville – miasto w Stanach Zjednoczonych, w stanie Kentucky, w hrabstwie Christian.